# 沙兰拉波特里
沙兰拉波特里（法語：Challain-la-Potherie，法語發音：[ʃalɛ̃ la pɔtʁi] ⓘ）是法国曼恩-卢瓦尔省的一个市镇，属于瑟格雷区。

## 地理
沙兰拉波特里（47°38'10"N, 1°2'47"W）面积47.87 平方千米，位于法国卢瓦尔河地区大区曼恩-卢瓦尔省，该省份为法国西部内陆省份，大致对应安茹地区，北起顺时针与马耶讷省、萨尔特省、安德尔-卢瓦尔省、维埃纳省、德塞夫勒省、旺代省、大西洋卢瓦尔省和伊勒-维莱讷省接壤。
与沙兰拉波特里接壤的市镇（或旧市镇、城区）包括：拉沙佩勒格兰、勒潘、昂格里、卢瓦雷、瓦隆德莱德尔、翁布雷当茹。

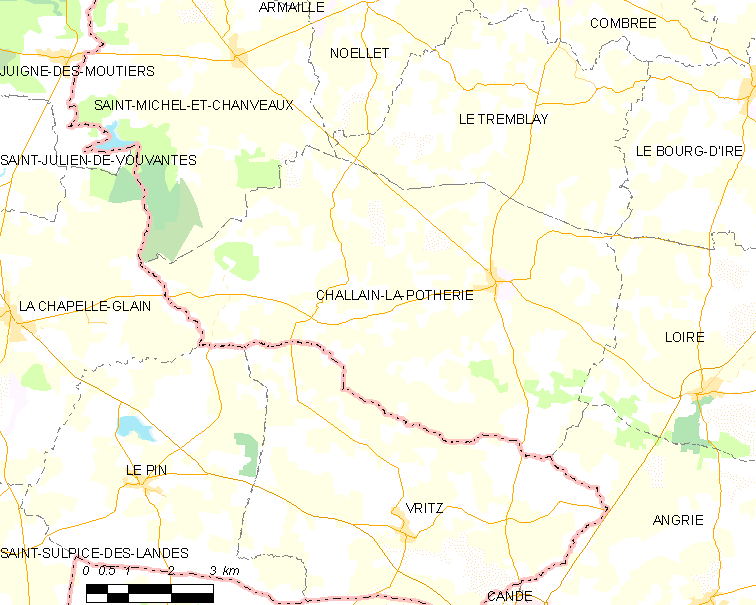
沙兰拉波特里的OSM定位图

沙兰拉波特里的时区为UTC+01:00、UTC+02:00（夏令时）。

## 行政
沙兰拉波特里的邮政编码为49440，INSEE市镇编码为49061。

## 政治
沙兰拉波特里所属的省级选区为蓝色安茹地区瑟格雷县。

## 人口

1962-2008年间沙兰拉波特里人口变化图示

沙兰拉波特里于2022年1月1日时的人口数量为811人。